# Прозор-Рама
Община Прозор-Рама (босн. и хорв. Opština Prozor-Rama, серб. Општина Прозор-Рама) — боснийская община, расположенная в Герцеговино-Неретвенском кантоне Федерации Боснии и Герцеговины. Административным центром является Прозор.

## Население
По предварительным данным переписи в конце 2013 года население общины составляло 16 297 человек. По данным переписи населения 1991 года, в 56 населённых пунктах общины проживали 19 760 человек.